# Rio Pantaleón
Rio Pantaleón é um rio centro-americano da Guatemala.